# كهف جومباسك
كهف جومباسك (بالسلوفاكية: Gombasecká jaskyňa)‏ (بالمجرية: Gombaszögi-barlang)‏ هو كهف كارستي، يقع في حديقة سلوفاكيا كارست الوطنية، ويطل على نهر ساجو، ويبعد حوالي 15 كم جنوب روجنافا، ويبلغ طوله 1525 م
اكتشف رواد كهوف متطوعين الكهف في 21 نوفمبر 1951، وفي عام 1955 ، افتتح 285 م منه للعامة، يبلغ طول مسار الزوار حاليًا 530 مترًا ويستغرق حوالي 30 دقيقة.
كما استخدم الكهف أيضًا في العلاج بالتنفس، وفي عام 1995 ، دخل الكهف قائمة التراث العالمي لليونسكو كأحد الكهوف الكارستية في سلوفاكيا.